# Fishcross
Fishcross (parfois aussi connu sous le nom de Kipper Junction) est un village d'Écosse, situé dans le council area et région de lieutenance du Clackmannanshire. Il s'agit d'une ancienne ville minière, dont la population est de 484 habitants en 2003.
Il se trouve juste au nord de Sauchie sur la route qui mène à Tillicoultry.